# Mistrzostwa świata w kolarstwie halowym
Mistrzostwa świata w kolarstwie halowym – zawody kolarskie, podczas których zawodnicy rywalizują w dwóch dyscyplinach: piłce rowerowej oraz kolarstwie artystycznym. Mistrzostwa te organizowane są co roku przez Międzynarodową Unię Kolarską (UCI). Pierwsze mistrzostwa w piłce rowerowej odbyły się w 1930 roku w niemieckim Lipsku, natomiast pierwsze konkurencje w kolarstwie artystycznym pojawiły się w programie w 1956 roku.

## Organizatorzy mistrzostw
| - 1930 - Lipsk, Republika Weimarska - 1931 - Berno, Szwajcaria - 1932 - Strasburg, Francja - 1933 - Paryż, Francja - 1934 - Lipsk, III Rzesza - 1935 - Antwerpia, Belgia - 1936 - Zurych, Szwajcaria - 1937 - Wiedeń, Austria - 1938 - Strasburg, Francja - 1946 - Zurych, Szwajcaria - 1947 - Paryż, Francja - 1948 - Praga, Czechosłowacja - 1949 - Kopenhaga, Dania - 1950 - Liège, Belgia - 1951 - Mediolan, Włochy - 1952 - Mondorf-les-Bains, Luksemburg - 1953 - Zurych, Szwajcaria - 1954 - Kolonia, RFN - 1955 - Mediolan, Włochy - 1956 - Kopenhaga, Dania - 1957 - Liège, Belgia - 1958 - Karl-Marx-Stadt, NRD - 1959 - Stuttgart, RFN | - 1960 - Miluza, Francja - 1961 - St. Gallen, Szwajcaria - 1962 - Wiedeń, Austria - 1963 - Bazylea, Szwajcaria - 1964 - Kopenhaga, Dania - 1965 - Praga, Czechosłowacja - 1966 - Kolonia, RFN - 1967 - Baden, Szwajcaria - 1968 - Kassel, RFN - 1969 - Erfurt, NRD - 1970 - Ostrawa, Czechosłowacja - 1971 - Baden, Szwajcaria - 1972 - Offenburg, RFN - 1973 - Wiedeń, Austria - 1974 - Heerlen, Holandia - 1975 - Gandawa, Belgia - 1976 - Münster, RFN - 1977 - Brno, Czechosłowacja - 1978 - Herning, Dania - 1979 - Schiltigheim, Francja - 1980 - Möhlin, Szwajcaria - 1981 - Heerlen, Holandia - 1982 - Wiesbaden, RFN | - 1983 - Wiedeń, Austria - 1984 - Schiltigheim, Francja - 1985 - St. Gallen, Szwajcaria - 1986 - Genk, Belgia - 1987 - Herning, Dania - 1988 - Ludwigshafen, RFN - 1989 - Heerlen, Holandia - 1990 - Bregencja, Austria - 1991 - Brno, Czechosłowacja - 1992 - Zurych, Szwajcaria - 1993 - Hongkong, Hongkong - 1994 - Saarbrücken, Niemcy - 1995 - Épinal, Francja - 1996 - Johor Bahru, Malezja - 1997 - Winterthur, Szwajcaria - 1998 - Przerów, Czechy - 1999 - Madera, Portugalia - 2000 - Böblingen, Niemcy - 2001 - Kaseda, Japonia - 2002 - Dornbirn, Austria - 2003 - Schiltigheim, Francja - 2004 - Tata, Węgry - 2005 - Fryburg Bryzgowijski, Niemcy | - 2006 - Chemnitz, Niemcy - 2007 - Winterthur, Szwajcaria - 2008 - Dornbirn, Austria - 2009 - Tavira, Portugalia - 2010 - Stuttgart, Niemcy - 2011 - Kagoshima, Japonia - 2012 - Aschaffenburg, Niemcy - 2013 - Bazylea, Szwajcaria - 2014 - Brno, Czechy - 2015 - Johor Bahru, Malezja - 2016 - Stuttgart, Niemcy - 2017 - Dornbirn, Austria - 2018 - Liège, Belgia - 2019 - Bazylea, Szwajcaria - 2021 - Stuttgart, Niemcy - 2022 - Gandawa, Belgia - 2023 - Glasgow, Wielka Brytania - 2024 - Brema, Niemcy |